# مسجد میدان کاشان
مسجد میرعماد یا مسجد میدان مربوط به دوره سلجوقیان تا دوره صفوی است و در کاشان، خیابان میر عماد واقع شده و این اثر با نام مسجد میدان در تاریخ ۱۵ دی ۱۳۱۰ با شمارهٔ ثبت ۱۱۷ به‌عنوان یکی از آثار ملی ایران به ثبت رسیده‌است.

## پیشینه
مسجد میرعماد کاشان از بناهای زمان ترکان قراقویونلو در زمان سلطان جهانشاه است که به احتمال زیاد بر بنا مسجدی از دوران خوارزمشاهی احداث شده است. اصل بنای اولیه آن متعلق به دوره سلجوقی بوده که بر اثر ویرانی‌های عهد مغول، بعدها خواجه عمادالدین آن را از نو مرمت و تجدید بنا کرده است. زیرا محراب قدیمی آن که تا اوایل قرن حاضر هم در محل خود بوده و اکنون در موزه اسلامی برلین نگاهداری می‌شود، در کتیبه آن نوشته شده "در سال 623 هجری توسط حسن بن عربشاه در کاشان ساخته شده است." بنابراین از سده هفتم هجری مسجدی با این محراب باقی و به جا مانده است تا آنکه پس از 250 سال بعد به عصر خواجه عمادالدین برخورد کند. این محراب از جهت ظرافت و زیبایی و دقایق فنی منحصر به فرد است چنانکه بیشتر سیاحان و ایران شناسانی که به کاشان سفر کرده و محراب عظیم این مسجد را از نزدیک دیدند از آن به زیبایی و شگفتی یاد کرده‌اند.

## معماری
این بنا دارای سر در رفیع و معروف و صحن مربع شکل و چهار ایوان بر پیرامون آن و گنبدخانه و دو شبستان جنوب‌غربی و جنوب‌شرقی است. منبر کاشی‌کاری با مصالح بنایی در گنبدخانه مسجد قرار دارد که مربوط به قرن نهم و متعلق به زمان سلطان ابوسعید گورکانی است.
مسجد میرعماد دارای سر در عالی و زیبایی است که به واسطه نمایش فنون معماری اصیل ایرانی در بنای آن بسیار جالب و قابل توجه است زیرا در قرینه‌سازی نمای سر در مسجد ابتکاری به کار برده شده که انحراف جهت بنا را نسبت به محور جلوخان و میدان مقابل مسجد با وضع غیر محسوسی بر طرف ساخته است. بر جداره‌های اطراف و حوالی سر در نیز مجموعه سودمندی از کتیبه و سنگ نبشته‌ها و فرامین پادشاهان قراقویونلو و صفویه تا قاجاریه ثبت شده که اطلاعات مهم تاریخی، آداب و رسوم زمان و سنن اجتماعی و راه و روش فرمانروایان گذشته را منعکس می‌سازد.

## بازسازی و بهسازی بنا
در اوایل دهه نود عملیات بازسازی و بهسازی و مرمت بنا انجام گرفت. سبک سازی بام شامل کندن لایه‌های فرسوده بام و حمل آوار به بیرون مسجد، استحکام بخشی سقف‌ها شامل در آوردن بندهای فرسوده گچی و اجرای دوغاب گچ به صورت کف مال بر روی آنها، اجرای پالانه آجری به همراه دوغاب ریزی مجدد، اجرای دیواره‌ها و سقف قید بندی جهت تسطیح بام، اجرای شیب بندی با پوکه معدنی مرغوب، اجرای پلاستر و ایزوگام و در نهایت اجرای آجر فرش سنتی روی بام و بندکشی آن از اقداماتی است که در بازسازی و مرمت این مسجد تاریخی انجام شده است.